# Flughafen Zürich
Luchthaven Zürich (Duits: Flughafen Zürich, Frans: Aéroport de Zurich) voorheen Luchthaven Zürich-Kloten (IATA: ZRH, ICAO: LSZH) is, qua passagiers, de grootste luchthaven van Zwitserland. Unique (Flughafen Zürich AG) is de organisatie die de luchthaven onderhoudt.
De luchthaven ligt ten noorden van Zürich en is de thuisbasis van Swiss (Swiss International Air Lines en Swiss European Air Lines) en dient als derde hub voor Lufthansa. Bovendien is het de thuisbasis van Edelweiss Air en Helvetic Airways. Ook de Zwitserse luchtreddingsdienst REGA opereert vanaf deze luchthaven. De belangrijkste gebouwen van de luchthaven liggen op het gebied van de gemeente Kloten. De luchthaven bevindt zich eveneens op gedeelten van de gemeentes Opfikon, Rümlang, Oberglatt en Winkel.

## Geschiedenis
Aan het begin van de dertiger jaren van de twintigste eeuw ontwikkelde zich op de militaire luchthaven in Dübendorf ook civiele luchtvaart. De regeringsraad van Zürich wilde de functies scheiden, waarbij de keuze viel op een terrein bij de gemeente Kloten. Op 22 juni 1945 werd op bondsniveau besloten dat Zürich de standplaats van een intercontinentale luchthaven moest worden. Na  verkoop van het land en nadat met een referendum toestemming van het volk voor een krediet 36,8 miljoen Zwitserse frank was verkregen, werd in juli 1946 begonnen met de bouw van de luchthaven.
Op 14 juni 1948 werd de westelijke landingsbaan voor het eerst gebruikt. Op 8 april 1953 kon de passagiersterminal in gebruik worden genomen, waarna van 29 tot 31 augustus de luchthaven feestelijk werd geopend met een vliegshow.

## Luchthaven Zürich in getallen
In 2005 werden 17.884.625 passagiers vervoerd en waren er 267.363 vliegbewegingen. Het vrachtvolume was 372.415 ton. De meeste vluchten kwamen van of gingen naar Duitsland (52.049 bewegingen met 2.792.270 passagiers), gevolgd door Groot-Brittannië (19.826 met 1.474.439 passagiers) en Italië (15.631 vluchten en 786.439 passagiers). 76,67% van de lijnvluchten vertrok in 2005 op tijd.
Er zijn drie landingsbanen in gebruik: 16/34 met 3700 meter lengte, 14/32 met 3300 meter en de 10/28 met 2500 meter.
De luchthaven bestaat uit drie terminals: A, B en E. B is de oudste terminal en werd met de opening van Dock E najaar 2003 als gevolg van teruglopende passagiersaantallen buiten bedrijf genomen. Dock E ligt tussen de banen 16/34 en 14/32. Dock E wordt verbonden met het hoofdgebouw met behulp van een metro.
Het aandeel van Unique (Flughafen Zürich AG) wordt aan de Zwitserse beurs SWX gehandeld (Nummer 1.056.796, SWX-symbool UZAN). Het kanton Zürich bezit 48,8 % van de aandelen, stad Zürich bezit 5,41 %.

## Varia
In de voorstelling De zon gaat zinloos onder, morgen moet zij toch weer op van cabaratier Herman Finkers speelt het vliegveld een grote rol, vanwege de overeenkomst tussen de naam van het nabijgelegen dorp Kloten en het gelijknamige scheldwoord.

## Galerij

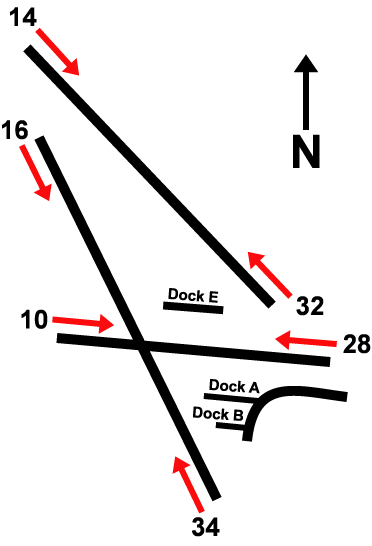
Start- en landingsbanen bij luchthaven Zürich
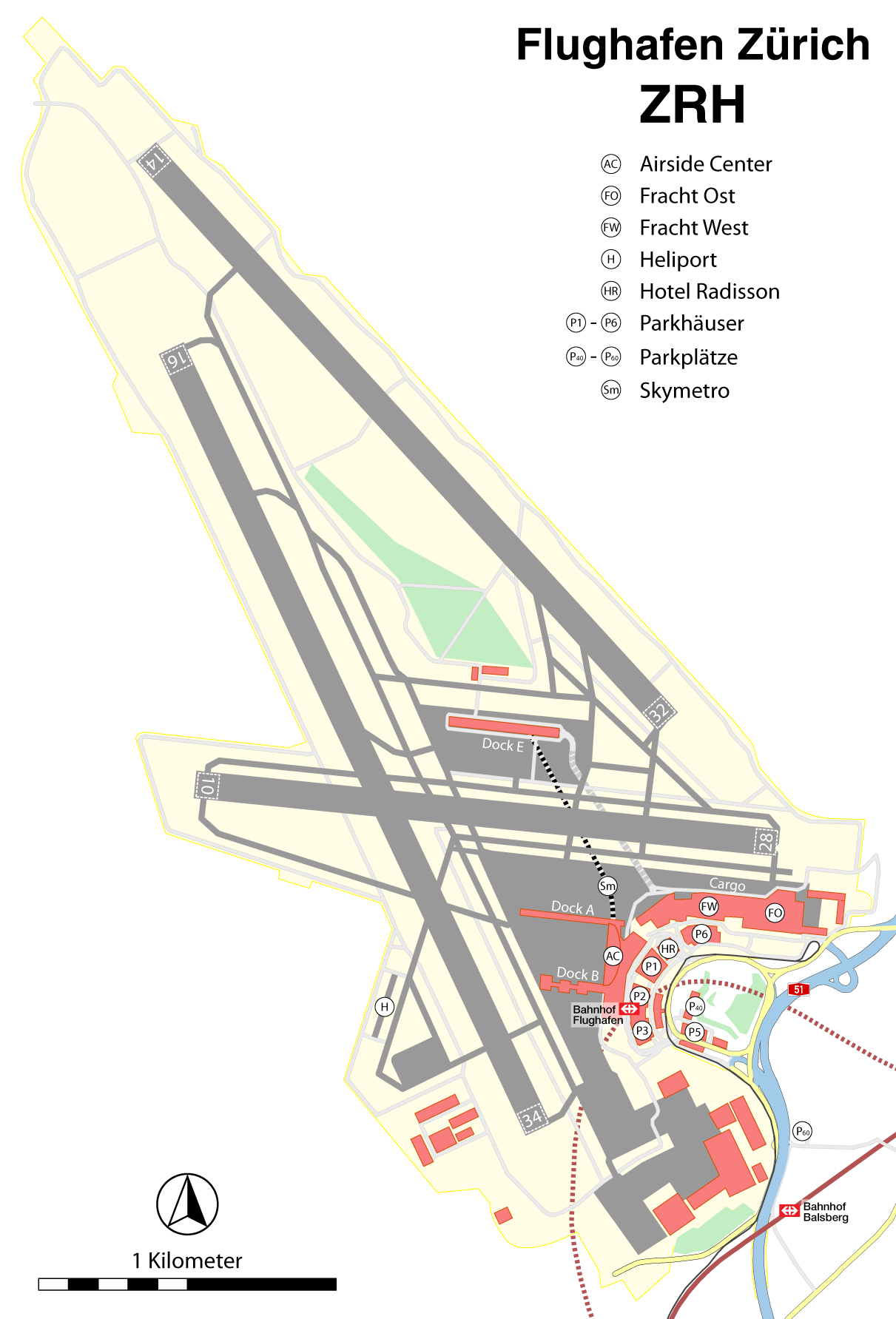
Kaart
Overzichtskaart vliegveld
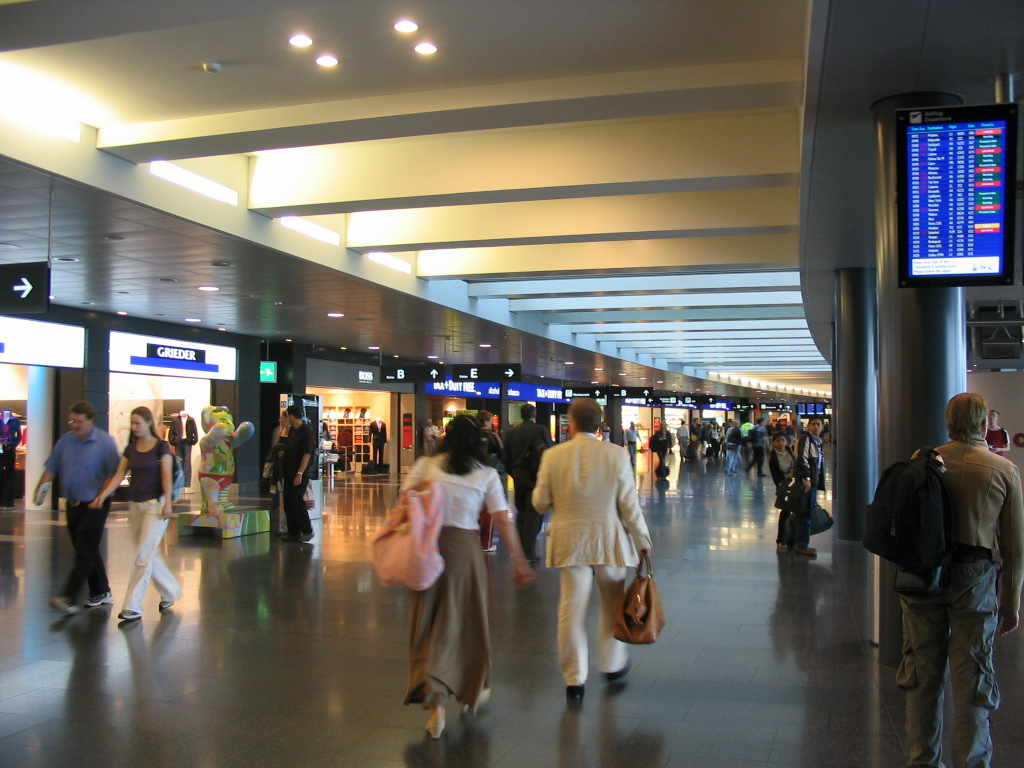
Winkelpromenade in hal luchthaven
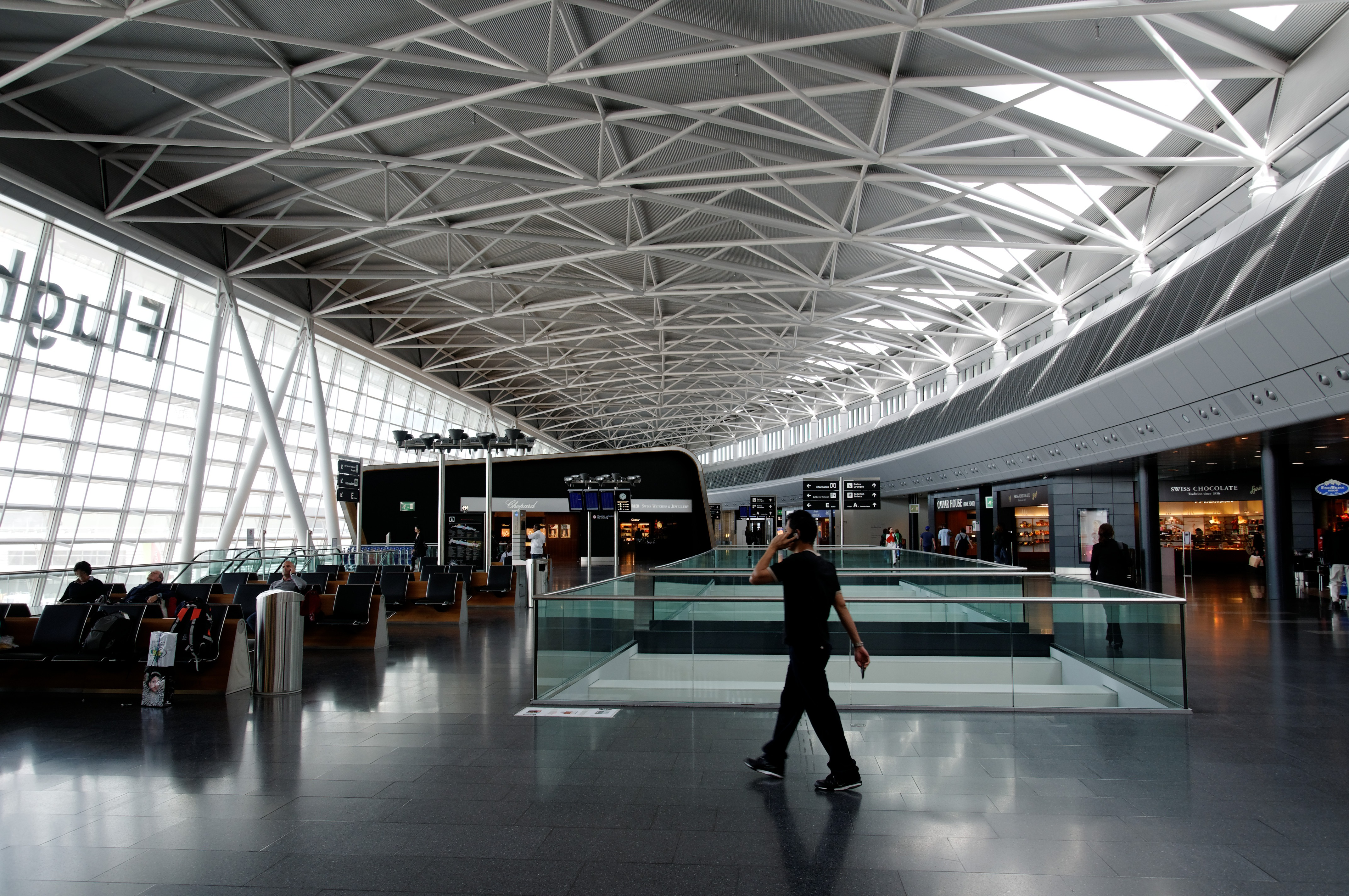
Vertrekhal